# Medal Logistyki i Wsparcia Wietnamu
Medal Logistyki i Wsparcia Wietnamu (ang. Vietnam Logistic and Support Medal) – australijskie odznaczenie wojskowe i cywilne.  

## Historia
W dniu 10 marca 1993 roku rząd australijski ustanowił zgodnie z nakazem królewskim (en. royal warrant – królewski nakaz) królowej Elżbiety II medal dla wyróżnienia żołnierzy i pracowników cywilnych przydzielonych do kontyngentu wojskowego działającego  na terenie Wietnamu w okresie wojny wietnamskiej w okresie od 29 maja 1964 do 27 stycznia 1973 roku oraz wspomagające te działania, a którym nie przysługuje z tego tytułu Medal Wietnamu. W dniu 11 sierpnia 1993 roku ukazał się dodatkowy przepis określający obszar na którym działania te były prowadzone. W dniu 18 stycznia 2013 roku ukazało się jego uzupełnieniem w którym do osób uprawnionych do medalu dodano personel lotniczy i go wspomagający stacjonujący w okresie od 25 czerwca 1965 do 31 sierpnia 1968 roku w bazie lotniczej Ubon w Tajlandii.

## Zasady nadawania
Odznaczenie zgodnie z dekretem królewskim z dnia 10 marca 1993 roku i jego uzupełnieniem z dnia 18 stycznia 2013 roku było nadawane osoba, które w okresie od 29 maja 1964 roku do 27 stycznia 1973 roku przez co najmniej jeden dzień lub więcej był:
- członkiem załogi statku lub samolotu obsługującego australijskie siły zbrojne
- był przydzielony jednostki lub organizacji działającej na rzecz australijskich sił zbrojnych
- był przydzielony lub służył w jednostce australijskich sił zbrojnych lub sił sojuszniczych jako obserwator.

## Opis odznaki
Odznaką medalu jest krążek wykonany ze patynowego niklu. 
Awers i rewers odznaki medalu jest identyczny z odznaką wcześniej ustanowionego Medalu Wietnamu.
Na awersie znajduje się profil Elżbiety II w koronie, wokół jest napis w języku łacińskim ELIZABETH II DEI GRATIA REGINA F.D. (pol. ELŻBIETA II Z BOŻEJ ŁASKI KRÓLOWA OBROŃCZYNI WIARY).
Na rewersie w środku znajduje się postać mężczyzny pomiędzy dwoma kulami, jak symbol walki dwóch systemów. W górnej części napis VIETNAM (pol. Wietnam). 
Odznaczenie zawieszone jest na wstążce orderowej o szer. 32 mm. W środkowej części znajduje się jasnożółty pasek o szer. 20 mm z trzema wąskimi paskami czerwonymi o szer. 1 mm (barwy flagi Republiki Wietnamu). Po lewej stronie tego obszaru znajduje się pasek koloru ciemnoniebieskiego o szer. 3 mm (symbol – Australijskiej Marynarki Wojennej) i za nim pasek koloru czerwonego o szer. 3 mm (symbol – wojsk lądowych) a po prawej pasek koloru brązowego (symbol – ziem i wód Wietnamu) i pasek koloru jasnoniebieskiego o szer. 3 mm (symbol – lotnictwa).